# Oneida (Kentucky)
Oneida – jednostka osadnicza w Stanach Zjednoczonych, w stanie Kentucky, w hrabstwie Clay.